# Théorie de la démarche
La Théorie de la démarche est un essai d’Honoré de Balzac, paru en 1833 dans L'Europe littéraire. C’est la deuxième partie de l’ensemble Pathologie de la vie sociale, un modèle du talent d’observateur de Balzac, mais aussi de ses préoccupations philosophiques. En 1832, alors qu’il achevait la notice biographique sur Louis Lambert (qui deviendra par la suite Histoire intellectuelle de Louis Lambert), l’auteur de La Comédie humaine menait de front la correction de La Peau de chagrin et songeait à un essai sur les forces humaines.

## Thème
Dans ce « code du marcheur », où il réunit des notes prises déjà en 1830, l’écrivain présente  l'homme intérieur, principe du pouvoir et de la longévité, et l’homme extérieur, démontrant comment arpenter le boulevard de Gand avec la même élégance que Chateaubriand. Balzac explique l’effet des principes qui commandent le mouvement, en l’illustrant d’un exposé plus général sur la pensée et la volonté.
Comme ce traité  est d’abord un article, l’écrivain, qui est aussi journaliste, ne manque jamais de rappeler les sujets d’actualité de l'époque. Il fait notamment allusion au Mosè de Gioachino Rossini qu’il a pu applaudir salle Favart, en 1832, et auquel il fera de nouveau référence dans La Duchesse de Langeais, à l’émerveillement qu’il a ressenti en écoutant le ténor Rubini, le violon de Paganini, en voyant le ballet de la Taglioni, à laquelle il fait aussi référence dans Massimilla Doni,. Il en profite aussi pour lancer un violent libelle contre le pouvoir qui inquiète le fondateur du journal, au point qu’il envisage de supprimer cette page. Elle ne le sera pas. On la retrouve dans la Théorie de la démarche qui est en soi un pamphlet autant qu’un essai. Balzac se moque du journalisme, du commerce et des serviteurs de Louis-Philippe.
Le traité fait aussi le tour complet des postures humaines et de leurs effets. Par exemple, « l’habitude de la représentation vicie le corps des princes ; leur bassin se féminise. De là le dandinement connu des Bourbons ; de là, disent les observateurs, l’abâtardissement des races […], ». Les magistrats « obligés de passer leur vie à siéger, se reconnaissent à je ne sais quoi de gêné, à un mouvement d’épaules, à des diagnostics dont je vous fais grâce parce qu’ils n'ont rien de pittoresque ». Et la démonstration se termine sur un bon mot d’Henri Monnier ("Ôtez l' homme de la société, vous l'isolez!") qui servira de modèle à Balzac pour le personnage de Jean-Jacques Bixiou.